# Historia de Internet en Bolivia
La historia de internet en Bolivia ha sido parte de varias investigaciones sobre el tema como una forma de medir la penetración del uso de tecnología en el país.
El ente regulador de internet en Bolivia es la Autoridad de Telecomunicaciones y Transportes (ATT) dependiente del Viceministerio de Telecomunicaciones que a su vez depende al Ministerio de Obras públicas, Servicios y Vivienda.
El dominio de nivel superior geográfico (ccTLD) para Bolivia es .bo, y es administrado por la Agencia para el Desarrollo de la Sociedad de la Información en Bolivia (ADSIB).

## Cronología
Al finalizar la década de los 80 comienza el interés por las redes informáticas en Bolivia. Se trata de investigadores que buscan soluciones a los problemas de acceso a la información.

### Década de los ochenta
- 1988: El avance de la tecnología desembocó en el uso del teléfono para la transmisión de datos. En Bolivia no existían redes de transmisión, ni canales de salida vía satélite; esta nueva forma de comunicación permitió el intercambio de información a mayor velocidad y a menor costo comparado con los medios disponibles en aquella época télex y telefax.[1]
- 1989, (2 de febrero): 1.ª Conexión a la red en América Latina y el Caribe, realizada desde México. Seis años después, 15 países de la región ya tenían acceso a Internet.2 (Historia del Internet).[2]

Etapa técnico-académica:
1. Introducción de Internet a Bolivia. 1.ª Conexión en Bolivia desde la UMSA (ciudad de La Paz) mediante el proyecto “Red Boliviana de Comunicación de Datos Bolnet”.
2. Noviembre. Creación del proyecto Bolnet.- Tuvo un carácter regional experimental, fue implementado por iniciativa del Programa de las Naciones Unidas para el Desarrollo (PNUD), con la supervisión de Vincenzo Puliati 1 y Steve Frank; convocaron a trabajar en la ciudad de La Paz, sede de Gobierno, conjuntamente con la carrera de Ingeniería Electrónica de la Universidad Mayor de San Andrés (UMSA), una de las más antiguas, para que el proceso fuera conducido por la institución académica; los participantes de ésta fueron: Clifford Paravicini, director de carrera y los estudiantes Roberto Loza, Kirk Terán y Gudkor Zuleta. Bolnet fue desarrollado con el aval institucional del Consejo Nacional de Ciencia y Tecnología (Conacyt) dependiente de la Vicepresidencia.

El objetivo de Bolnet y la UMSA fue conectar a Bolivia al mundo través del Internet; no fue solamente una apuesta tecnológica sino también de conocimiento, una herramienta académica que permitiera acceder a bibliotecas del mundo. Inicialmente los especialistas se enfocaron en aprender a usar las redes más que en desarrollar nuevas prácticas y herramientas.
Así la elaboración del proyecto para la red, tuvo también el objetivo de generar comunicación e información dentro el campo tecnológico como herramienta de desarrollo de nuestro país.
Según Sergio Toro, exdirector de DSIB, un recurso muy importante para el proyecto Bolnet, fue la introducción de capacidades de bolivianos exiliados en el gobierno dictatorial de Luis García Meza, ellos fueron acoplándose al proceso iniciado.
La Empresa Nacional de Telecomunicaciones ENTEL participó desde antes de la primera conexión a Internet; siendo una empresa estatal apoyó la educación, razón por la cual otorgó equipos que abrieron nuevos canales de comunicación de forma gratuita.

#### 1989-1992 Primeros correos electrónicos
Entre esos años se utilizaba la conexión de red para enviar y descargar correos electrónicos, actividad realizada solo en las noches debido a que Internet no permitía su uso durante las 24 horas. Al principio los correos electrónicos fueron utilizados por organizaciones internacionales como la PNUD, es ahí donde los primeros correos electrónicos pertenecían a Steve Frank, Roberto Loza, Gudkor Zuleta y Kirk Terán y al equipo de la Carrera de Ingeniería Electrónica de la UMSA y también parte de Bolnet. El uso de los correos también se fue implementando entre estudiantes universitarios, descubriendo una nueva herramienta de información y comunicación.
Los primeros correos electrónicos permitieron múltiples derivaciones: acceso a bases de datos, listas electrónicas, y Gopher.

### Década de los noventa
- 1990: Conformación del Comité: Proyecto para desarrollar servicios de correo electrónico.

Se conforma el comité impulsor conformado por el departamento red troncal digital de ENTEL.
Instituto de capacitación ENTEL (Icaptel) la carrera de ingeniería electrónica de la UMSA. Instituto de Desarrollo Andino Tropical IDAT y Servicios múltiples de tecnologías apropiadas SEMTA.
En la década de los noventa, comenzó la era del correo electrónico y sus múltiples derivaciones: acceso a bases de datos, listas electrónicas, y Gopher.
- Agosto: Primera Reunión del Comité con la participación de Steve Framm, quien coadyuvó en la transferencia de conocimientos al equipo técnico boliviano.

Se realizó la conexión a los usuarios de SEMTA, del Programa de Naciones Unidas para el Desarrollo - PNUD y de la Carrera de Ingeniería Electrónica de la UMSA.
Se instaló los módems y se accedió a la primera línea telefónica a través de COTEL e ICAPTEL.
- Septiembre: Con la participación de Steve Framme, Vincenzo Puliatti y los representantes del Comité se definió el nombre para el proyecto boliviano: BOLNET.

Se envió los primeros correos electrónicos en Bolivia. El primer correo perteneció al consultor extranjero Steve Frank, el segundo a Roberto Loza, el tercero a Gudkor Zuleta y el cuarto a Kirk Terán.
- Octubre: Se realizó el cambio de menús del idioma inglés al idioma español, mediante manejo de programación software UNIX.
- Noviembre: Se instaló de un MODEM interno y se realizó pruebas satisfactorias de la conexión a la universidad Juan Misael Saracho de Tarija.

- 1991: Proyecto de País: Desde una oficina a casi 4.000 metros de altura, se dieron los primeros pasos para la incorporación de Bolivia al Internet.

El Consejo directivo de BOLNET, al terminar la etapa de pruebas que se realizaban en la infraestructura alquilada por IDAT, en la zona de Sopocachi, consideró oportuno instalar los equipos definitivos del Nodo en la Facultad de Ingeniería Electrónica de la UMSA. El espacio fue especialmente acondicionado para que el Proyecto presente máxima seguridad.
Se elaboró el Primer Manual de usuarios para uso de correo electrónico y cartillas de usuarios para programas.
- 1992: Primeros Planes y Resoluciones: Se encaró proyectos de nuevas interfaces para usuarios, cambiando de usuario de Terminal a usuarios con menú y conexiones UUSP.[1]

- Noviembre: Se realizó el nombramiento del representante de BolNet, Ing. Clifford Paravicini.

Bolnet logró el apoyo financiero y tecnológico de Entidades internacionales.
- Diciembre

Intensificación de proyectos nacionales que se integraron al proyecto regional para el intercambio de información científica, tecnológica y de desarrollo.
4. 1993: Primera navegación 24 horas
- Enero

Se instaló la red física en la Facultad de Ingeniería de la UMSA.
- Mayo

El proyecto de monitoreo de Nuevas Tecnologías, elaboró una solicitud de equipamiento, para la conexión de BolNet al Internet, cuyo objetivo prioritario fue asegurar el enlace de BolNet con Internet.
- 16 de julio

Bolnet terminó de instalar su conexión a Internet las 24 horas del día, con lo cual se logró la conexión con 91 países.Bolnet logró constituir una red que conectó a 200 computadoras .
“Era online”, Víctor Hugo Cárdenas, entonces vicepresidente del país, la inauguró mediante la primera navegación web desde Bolivia. La Empresa Nacional de Telecomunicaciones (ENTEL), entonces bajo administración estatal desde su instituto de capacitación Icaptel, brindó la línea telefónica que sirvió como soporte de la red de transporte de datos.
- Noviembre

Mediante Resolución del Honorable Consejo Universitario se resolvió que la UMSA es responsable de la red física y lógica de Bolnet.

5. Uso paralelo de Bulletin Board System (BBS) en las ciudades de Santa Cruz y Cochabamba.- Se conformó la “Santa Cruz BBS”, la cual constituyó una de las comunidades en línea de Bolivia. La Universidad NUR y la Universidad Privada de Santa Cruz instalaron sus BBS y así se creó la “Red Tiluchi”, que tenía el objetivo de mantener la comunicación entre los tres BBS. En Cochabamba se creó una comunidad “La Llajta BBS”, que permitía a los usuarios el ingreso a un chat y al acceso a información limitada. 6. Uso exclusivo de Internet con fines académicos.-
- 1994: Bolivia en Internet: Bolnet, se convirtió en la única red que prestaba servicios a más de 1000 usuarios, incluyendo a instituciones académicas y científicas. Se realizaron talleres de formación en conectividad Internet para los técnicos que integraban la Red Académica de las universidades bolivianas.

Etapa expansión y comercialización del servicio:
7. 1995: Capitalización de ENTEL y Ley de Telecomunicaciones.- La empresa participó desde antes de la primera conexión a internet; siendo una empresa estatal debía apoyar la educación, razón por la cual otorgó equipos que abrieran nuevos canales de comunicación de forma gratuita en 1989; todo cambió cuando la empresa fue capitalizada por Gonzalo Sánchez de Lozada el 27 de noviembre de 1995.
8. Instalación de nodos en todas las universidades bolivianas que formaban parte de la Red Académica. Gabriel René Moreno, en Santa Cruz y en la Universidad Mayor de San Simón, en Cochabamba, en la Universidad Andina Simón Bolívar de Sucre y en la Universidad Juan Misael Saracho de la ciudad de Tarija.
- 1996: Firma de convenio entre ENTEL y BOLNET. Instruía la prestación conjunta de servicios. El personal de BOLNET dio capacitación al personal de Entel para el manejo y la administración de las redes de conexión. Entel proveyó enlaces gratuitos a todas las universidades de la Red Académica de Universidades Bolivianas.[7]

Este año marcó para muchos el inicio de la World Wide Web como canal de comunicación dentro del ámbito de investigación y enfocado a las personas. Se empieza a comercializar la conexión a Internet y empresas y usuarios se plantean la utilidad de crear páginas web y estar presentes en la Red.
9. Primeros sitios web bolivianos e incursión de medios escritos en el ámbito virtual.- Surgieron paralelo a la expansión y comercialización del Internet a escala nacional.
Los primeros sitios web nacen como consecuencia de la expansión de conexiones a escala nacional, el primero fue www.bolnet.bo, este contenía información institucional, servicios de ayuda en línea, tarifas e información acerca de la población y la ubicación geográfica del país.
Los Tiempos un medio tradicional de comunicación escrita con amplia trayectoria, incursionó en el Internet, abriendo un nuevo camino migratorio al periodismo digital.
La motivación de crear www.lostiempos.com fue la cantidad de migrantes bolivianos en el exterior, de manera que estos puedan acceder de forma inmediata a las noticias
nacionales, replicando los contenidos de la edición impresa.
La Ley de Telecomunicaciones (Ley N.º 1632 del 5 de julio de 1995) acordó a ENTEL un monopolio durante seis años sobre los servicios de telefonía de larga distancia nacional e internacional, también durante los primeros años las inversiones estuvieron dirigidas a la instalación de una red nacional e internacional de fibra óptica, la instalación de redes rurales para servicio de telefonía local, la entrada en el mercado de telefonía celular y la incursión en el mercado de transmisión de datos e Internet, ayudando a la ampliación de conexiones que no solo abarcaban a las universidades, sector académico, sino a otros sectores de la sociedad boliviana, el país en su conjunto.
10. Debido a que Entel empezó a expandir sus redes de datos y a prestar servicios satelitales en toda Bolivia, incluyendo el área rural, se considera esta etapa como la comercialización del Internet a nivel nacional, donde otras empresas privadas como Coca Cola, instaló telecentros en áreas tanto urbanas como rurales, esto “como parte de su política exitosa implementada en otros países de la región”.
Proveedores como Cotel de la ciudad de La Paz, Cotas de la ciudad de Santa Cruz y Comteco en Cochabamba alquilaron las redes para vender el servicio utilizando las líneas telefónicas.
La comercialización del Internet en esta etapa respondía más a un enfoque de cerrar brechas de acceso a Internet entre los diferentes sectores sociales del país, más que a una demanda social.
- 1997: Los primeros pasos convenio BolNet – ENTEL

Se diseñó e instaló los Nodos de ENTEL: La Paz (UMSA), Cochabamba (UMSS) , Santa Cruz (UAGRM), Chuquisaca (UASB) y Tarija ( UJMS).
Se realizó la transferencia de usuarios de los nodos de Bolnet a Entel.
Se diseñó la red Entelnet bajo la supervisión de Bolnet. Se diseñó e instaló los primeros Nodos gubernamentales para la conexión a Internet: Vicepresidencia de la República, CICON, Honorable Congreso Nacional, Ministerio de Comunicación Social (con más 2200 noticias al día).
Se diseñó la primera biblioteca virtual de Bolivia para la Universidad Andina Simón Bolívar con sede en Sucre.
Aparición de la primera empresa de servicios de página web www.khainata.com, brindando servicios de apoyo informático.
- 1998: estabilización y administración de los servicios.

Se diseñó el sitio web www.nic.bo para la administración de dominios Internet (Network Information Center).
Se instaló y configuró el Sistema de Monitoreo de la red Entelnet.
Se diseñó el CD de Entelnet.

11. 1999 Incursión del sector privado- Se terminaron de realizar las conexiones en todas las universidades que formaban parte de la Red. El caso de la Universidad Privada de Santa Cruz de la Sierra (UPSA), el servicio a pesar de estar abierto todo el personal, sin embargo los únicos usuarios fueron los estudiantes y docentes de la Facultad de Ingeniería de Sistemas. La llegada del Internet a las universidades bolivianas incentivó a la investigación y la expansión de redes académicas, sino también impulsó a cambiar su oferta educativa, principalmente en las ciudades de Cochabamba y Santa Cruz. La Universidad Privada de Ciencias Administrativas y Tecnológicas (UCATEC), pasó del trabajo de investigaciones y desarrollo a responder las necesidades del mercado, según Marcelo Durán, docente de varias universidades cochabambinas, activista y experto en redes sociales. Solicitud de elaboración a un grupo de consultores, de un manual en el cual se describiera paso a paso como crear un sitio en Internet, solicitud realizada por la Cámara de Industria de Cochabamba. La característica de los sitios web creados era casi estáticos y servían de publicidad para la empresa. Crecimiento de emprendimientos y la oferta de servicios en línea sucedió de manera diferente en Santa cruz, Cochabamba y La Paz debido a que en las dos primeras ciudades los empresarios privados tomaron al Internet como un nuevo espacio para la obtención de beneficios económicos; en cambio en la ciudad de La Paz el espacio siempre estuvo más ligado al ámbito político y comunicacional, aunque también en parte para el comercio electrónico.
- 1999 y 2002 Se diseñan los primeros sistemas de Información gubernamental en Bolivia: el Portal Congreso Nacional, Corte Suprema de Justicia, Vicepresidencia de la República, CONACYT y FEDSIDUMSA.

### Década de 2000

#### 2000
La fundación católica Jubileo organizó el “Foro Nacional Jubileo 2000” una iniciativa que convocó a diferentes actores sociales, sindicatos, organizaciones, instituciones entre otras, que a través del diálogo y el consenso produjeron propuestas para incidir en las políticas públicas estatales. Entre las cuales se encontraban: inversión en diseño de redes y políticas de comunicación e información de la educación alternativa, infraestructura para la comunicación, dar prioridad a un “programa de Integración Caminera, Aeroportuaria y comunicacional”, Crear centros de multiservicios educativos que ofrezcan a los niños y jóvenes entre otros práctica informática, promoción de educación técnica universitaria con la visión de crear institutos tecnológicos.
El Diálogo Nacional 2000 fue la instancia gubernamental que reunió a las iniciativas como el Foro Jubileo entre otras; las propuestas sirvieron posteriormente como insumos para las discusiones y concertación de resultados dieron lugar a la Estrategia de la Reducción de la Pobreza.
Con el objetivo de crear la “Unidad de Fortalecimiento Informático” (UFI), se promulga el decreto decreto supremo 25943; la UFI estaría encargada de proponer la implementación de tecnología de información y comunicación en las Administraciones Nacional y Departamental del Poder Ejecutivo, bajo la dependencia del Ministro de Hacienda.
Entre el 30 de octubre y el 1 de noviembre en la ciudad de La Paz se desarrolla el primer Congreso de Software Libre y GNU/Linux, denominado “Congreso 0”, el mismo tuvo lugar en el Paraninfo de la Universidad Mayor de San Andrés (UMSA) y fue organizado por la Sociedad Científica Estudiantil de la Facultad de Ciencias Puras y Naturales de la (UMSA) y la Decanatura de la FCPN de la UMSA

#### 2001
Se promulgó la Ley del Diálogo Nacional 2000, que establece los lineamientos básicos para la gestión de la Estrategia de Reducción de la Pobreza para promover un crecimiento equitativo y la reducción de la pobreza; asegurando (artículo 10): “Recursos para el Mejoramiento de la Calidad de los Servicios de educación Escolar Pública (...), a través de la inversión en las siguientes áreas: A) Equipamiento escolar, que incluye equipos y sistemas de informática; entre otros”.
Hasta este año, Entel y cooperativas regionales controlaban el mercado de telecomunicaciones en el país, en noviembre de 2001 mediante el decreto 26005 se posibilita el ingreso de nuevas empresas permitiendo así: 

mayor competencia en los distintos mercados de telecomunicaciones (Por ejemplo, TV cable, Internet, Telefonía celular), a través del ingreso de nuevas empresas interesadas en hacer inversiones para captar segmentos del mercado y cubrir la demanda insatisfecha. La Superintendencia de Telecomunicaciones elaboró un conjunto de propuestas normativas para reglamentar la nueva configuración del mercado.
Pablo Evia

#### 2002
La asamblea de las naciones unidas había determinado en el año 2001 la realización de la primera cumbre mundial sobre Sociedad de Información (CMSI) que sería realizada el año 2003 en Túnez, Bolivia fue convocada a participar. El acontecimiento animó a la creación de la Agencia de Desarrollo (ADSIB) mediante el decreto supremo 26553 considerando fundamental el: “Incorporar al país a la Sociedad de la Información, mediante la implementación de políticas en un marco legal actualizado, que proteja los intereses y el desenvolvimiento del Estado y la sociedad civil, en el uso de las Nuevas Tecnologías de la Información y Comunicación”.

Las funciones asignadas a la nueva entidad fueron proponer políticas, implementar estrategias y coordinar acciones orientadas a reducir la brecha digital en el país a través del impulso de las TIC en todos sus ámbitos. Además, la ADSIB asumiría las funciones de Bolnet y de la Unidad de Fortalecimiento Informático (UFI).
Noelia Gomez Tellez 

El 14 de mayo se establece la norma para la regulación y administración de nombres de dominio .bo, bajo el decreto 26624
Un conjunto de organizaciones civiles crean la Plataforma por el Derecho a la Comunicación en la Sociedad de la Información (CRIS Bolivia), con el objetivo de preparar la participación del país en la CMSI, con el apoyo de la Agencia Suiza para la Cooperación y el Desarrollo (COSUDE).
Entre 1999 y 2002 se realiza el diseño de los portales del Congreso Nacional, de la Corte Suprema de Justicia, Vicepresidencia de la República, CONACYT, FEDSIDUMSA. Se implementó el nuevo nodo La Paz para la prestación de servicios de acceso a usuarios Dial Up y On Line. Se aplicó el servicio de web hosting. Se reestructuró el Sistema On Line para la Administración de Dominios Internet y se realizó los sistemas de administración para clientes de Dial Up y correo electrónico.

#### 2003
Bolivia participa oficialmente en la Cumbre Mundial de la Sociedad de la Información realizada en Ginebra. Mediante una convocatoria pública lanzada por la Plataforma CRIS Bolivia, ADSIB y COSUDE ,es que se realiza la selección de los representantes del país en la cumbre, la misma estaba compuesta por: Jorge Céspedes, Edwin Noriega de la Asociación de Organizaciones de Productores Ecológicos de Bolivia; Luis González e Iván Sanjinés del Centro de Formación y Realización Audiovisual CEFREC/CAIB,Gabriela Ugarte por el Programa TIC Bolivia-IICD y de la Plataforma CRIS Bolivia. “Participaron con recursos propios una representante del Defensor del Pueblo (Ana Benavides), otro del Programa de Apoyo a la Democracia Municipal (Carlos Soria Galvarro PADEM), otra de la Universidad Mayor de San Andrés (Beatriz Mena), Mario Bustamante (ERBOL/ALER), y cuatro personas recibieron la invitación desde el Foro Indígena Global (Julia Mozua CIDOB, Francisco Cajías CEFREC, María Eugenia Choque Centro Interdisciplinario de Estudios Aymaras, Lucio Colque CONAMAQ). Así como una persona recibió el apoyo para su estadía en Ginebra (Patricia Cortez, miembro de CRIS Bolivia)”. Es así que se logra una declaración conjunta entre sociedad civil y el gobierno.
Es así que se proyecta la elaboración de la Estrategia de Tecnologías de Información y Comunicación (ETIC) La Red más Alta del Mundo es la primera Agencia para el Desarrollo de la Sociedad de la Información en Bolivia - ADSIB.

#### 2004
Se da inicio a la elaboración de la Estrategia de Tecnologías de Información y Comunicación ETIC, promovida por el PNUD, la Vicepresidencia de la República a través de la ADSIB, la Superintendencia de Telecomunicaciones y el Ministerio de Servicios y Obras Públicas a través del Viceministerio de Electricidad, Energías Alternativas y Telecomunicaciones, las mismas que conformaron el Comité de Coordinación Gubernamental de la ETIC. Se desarrollaron eventos en los cuales participaron organizaciones sociales, empresarios, universitarios, entre otros de nueve departamentos del país. Como conclusiones finales se plantearon 5 áreas de acción: 1) Contenidos y aplicaciones. 2) Capacidad humana. 3) Conectividad e infraestructura. 4) Financiamiento y sostenibilidad. 5) Normativa y sostenibilidad. Así mismo se identificaron los sectores a ser atendidos prioritariamente por las TIC: Educación, Desarrollo rural, Gobierno, Empresarial y Salud.
En septiembre se promulga el decreto supremo 27739 que establece que la Presidencia del Congreso Nacional asume tuición sobre la ADSIB, convirtiéndose así en una Agencia TRANSVERSAL entre dos poderes, Legislativo y Ejecutivo.
Se crea el “Escritorio virtual” un innovador servicio que consiste en un sistema integrado de comunicación, información e interacción para el seguimiento de correspondencia y trámites oficialmente recibidos en las instituciones públicas. pretendía asegurar el control absoluto e instantáneo de la documentación. Ofreciendo facilidades como alertas diarias sobre el estado de la documentación, acceso a las cuentas de correo electrónico institucionales, buscadores internos de información, acceso a la información desde cualquier lugar donde haya conexión a Internet. Este servicio fue incorporado en instituciones como el Instituto Nacional de Estadística, El Banco Central de Bolivia, el Ministerio de Planificación del Desarrollo, Yacimientos Petrolíferos Fiscales Bolivianos

#### 2005
Bolivia asiste Segunda Cumbre Mundial sobre Sociedad de Información (Túnez). El Ing. Sergio Toro representante del país, realiza en su declaración oficial:

Aprovecho la oportunidad de esta Cumbre para poner a conocimiento de la comunidad Internacional la Estrategia Boliviana de Tecnologías de Información y Comunicación para el Desarrollo (ETIC), cuya gran cualidad es la de haber sido conceptualizada y construida por prácticamente todos los sectores que convivimos en Bolivia, representados por las más de 3000 personas que se han comprometido, trabajado y apoyado a nuestra Estrategia.

Esta experiencia es quizás una de las más ricas en el proceso de formulación de políticas públicas por su carácter participativo, inclusivo y de empoderamiento, lo que ha permitido unir a los Bolivianos en torno al objetivo de planificar nuestro futuro, logrando a su vez el apoyo de amigos de mi país quienes se han comprometido a caminar juntos en la implementación de esta Estrategia
Ing. Sergio Toro 

Se presenta la memoria de la Estrategia TIC en Bolivia.

#### 2006
La Presidencia de la Comisión de Industria, Comercio, Turismo, Ciencia y Tecnología del Honorable Senado Nacional delega a la ADSIB como Secretaría Técnica del Grupo de Trabajo para la revisión, elaboración, redacción y consenso del Proyecto de Ley de Documentos, Firmas y Comercio Electrónico, conformado por veintiún entidades del sector público y privado. Aprobada la Ley por el Congreso Nacional se constituirá en el marco jurídico que impulsará y desarrollará el Comercio Electrónico en Bolivia.

#### 2007
Se realiza el encuentro Bloguivianos, el primer espacio de los usuarios y creadores de blogs nacionales, fue organizado por Mundo al Revés que así mismo fue la primera plataforma de blogs en red privada del país.
En su blog, Angel Caído 666 realiza una breve descripción de encuentros previos de blogueros y hacer referencia a la cantidad de blogs nacionales: 

“Ya son más de 600 Bitácoras Bolivianas registradas, hay muchos spaces que están en la nebulosa y también hay otros muchos sitios, que están ahí...”
Angel Caido 666

Durante el evento realizaron mesas de debate sobre blogs y literatura, arte, política, cómo ganar dinero en blogs, el encuentro facilitó la consolidación de la comunidad Bloguivianos que permitió realizar iniciativas autogestionados como talleres de capacitación en herramientas web.

#### 2008
NIC (Network Information Center) Bolivia, institución encargada del registro exclusivo de dominios en Internet con la extensión (.bo) realizó el lanzamiento de un nuevo Sistema de Administración de Servicios y Registro del NIC.bo, durante ese año por lo que “el establecimiento de las Políticas de Delegación de Nombres de Dominio Registrados bajo el ccTLD (country code top-level domain) .bo y la Política de Solución de Controversias sobre Nombres de Dominio Registrados bajo el ccTLD .bo. Estos hitos sin duda significarán un gran desarrollo del «.bo» y consecuentemente una mayor presencia de la identidad boliviana en Internet (..) El .bo tuvo un crecimiento promedio mensual de 1,87 %, ocupando el séptimo lugar en la escala de crecimiento de registros en Latinoamérica”.
El 1.º de mayo se nacionaliza por decreto supremo 29544 Entel convirtiéndose en El Estado Boliviano en titular del 97 % de las acciones de la empresa.
Se realiza IV Congreso Nacional de Software Libre, que alcanzó la participación de con la participación de expertos en desarrollo de GNU/Linux como Gunnar Wolf, Ismael Olea, Álvaro López, Álvaro Herrera y Diego Saravia entre otros. Una de las características fue el éxito en participación que alcanzó una asistencia de 1.870 y participantes entre usuarios, asistentes y expertos, esta experiencia facilitó que 70 participantes crearán comunidades de software libre.
También se realizó el segundo encuentro de Bloguivianos en las ciudades de La Paz y El Alto, se presentó el proyecto Voces Bolivianas “Este hecho marca un punto importante para la comunidad de blogueros, dado que se empezó a perseguir un objetivo social común referido a la alfabetización digital y varios de ellos empezaron a participar de las capacitaciones de manera voluntaria”.
Entre las actividades programadas se desarrollaron varias mesas de debate entre las cuales la Mesa de Migrantes se realizó como teleconferencia desde Chile, México y Estados Unidos, participaron blogueros bolivianos como Diego Covarrubias, Pablo Barriga, Daniel Giménez, purple fire fue moderada por Verónica Rocha y David de Ugarte.

#### 2009
A partir del año 2009, EDUCATIC ejecutó el proyecto de Apoyo estratégico al Programa Nacional NTIC's del Ministerio de Educación de Bolivia realizando asesoría, transferencia de metodologías y desarrollo de contenidos multimedia, en Santa Cruz, Sucre, Tarija, Potosí, La Paz, Oruro. “Realizó la asistencia técnica y operativa en el departamento de Oruro, a 28 telecentros implementados por el Ministerio de Educación y 12 telecentros implementados gracias al proyecto «Evo cumple», todos ellos instalados en zonas rurales de acceso remoto (...) Esta experiencia ha permitido beneficiar a más de 70.000 niños, jóvenes, profesores y comunidad boliviana”.
El 7 de febrero entra en vigencia la nueva Constitución Política del Estado Plurinacional de Bolivia que en el capítulo segundo, artículo 20 inciso I establece como derecho fundamental que toda persona tiene derecho al acceso universal y equitativo a los servicios básicos de agua potable, alcantarillado, electricidad, gas domiciliario, postal y telecomunicaciones.
Se realiza el primer barcamp que tiene por objetivo compartir e intercambiar experiencias e interactuar con todos los asistentes, BarCamp en El Alto dispuso un espacio equipado y con acceso a internet para que cada expositor pueda realizar su presentación, además llevaron adelante una Transmisión On Line, considerando que “en la medida de la velocidad de la conexion a internet, sera transmitido en tiempo real a través de la página web del evento Bloguvianos 2008 (2008.bloguivianos.org), Así también las presentaciones serán subidas y compartidas por este medio”.

#### 2010
Se crea el grupo "Mas ancho de banda para Bolivia" en Facebook, por Gonzalo Carvajal, con la idea de compartir conocimiento sobre el acceso a internet y mejorar las condiciones de acceso.

#### 2011
El comité por la descolonizacion tecnológica realiza actividades de incidencia social para promover la inclusión del software libre en el anteproyecto de ley de telecomunicaciones.
Se promulga la ley General de Telecomunicaciones, Tecnologías de Información y Comunicación, establece el régimen general de telecomunicaciones y tecnologías de información y comunicación, del servicio postal y el sistema de regulación, en procura del vivir bien garantizando el derecho humano individual y colectivo a la comunicación, con respeto a la pluralidad económica, social, jurídica, política y cultural de la totalidad de las bolivianas y los bolivianos, las naciones y pueblos indígena originario campesinos, y las comunidades interculturales y afrobolivianas del Estado Plurinacional de Bolivia.

#### 2012
El 17 de mayo en un evento organizado por el grupo "TICs para el Desarrollo" se difunde la frase "Bolivia tiene el internet mas lento y caro de Sudamerica", frase que obligó a empresas, gobierno y sociedad civil a asumir la realidad del internet en Bolivia y promover cambios.

#### 2013
El satélite Túpac Katari (TKSAT-1) fue lanzado en octubre, siendo el primer satélite artificial de telecomunicaciones propiedad del Estado Plurinacional de Bolivia. Buscando cumplir con los objetivos de ejercer soberanía en telecomunicaciones sin depender de satélites extranjeros y proporcionar la infraestructura de conectividad necesaria para introducir tecnología moderna en las actividades de los bolivianos en todo el territorio nacional.

#### 2015
En septiembre mediante el decreto supremo 2514 se crea la Agencia de Gobierno Electrónico y Tecnologías de Información y Comunicación (AGETIC); con la misión de “liderar el proceso de desarrollo e implementación de Gobierno Electrónico y Tecnologías de la Información y Comunicación para la transformación de la gestión pública y aportar a la construcción de la Soberanía Científica y Tecnológica del Estado Plurinacional de Bolivia”.

#### 2017
Es aprobado el decreto supremo 3251 mediante el cual se “Aprueba el Plan de implementación de Gobierno Electrónico, Plan de implementación de Software Libre y Estándares Abiertos”. El plan del Gobierno Electrónico tiene como objetivo “modernizar y transparentar la gestión pública” con tres ejes estratégicos: gobierno soberano, gobierno eficiente y gobierno abierto y participativo. El segundo, tiene por objetivo buscar el “desarrollo de software libre y estándares abiertos en las entidades públicas” cuenta con tres ejes estratégicos: soberanía tecnológica, descolonización del conocimiento tecnológico y gestión de cambio. Tanto el plan de gobierno electrónico y el plan software libre serán aplicados en todos los niveles de gobierno del Estado Plurinacional.